# Кавендіська лабораторія
52°12′33″ пн. ш. 0°05′33″ сх. д. / 52.209166666667° пн. ш. 0.0925° сх. д.

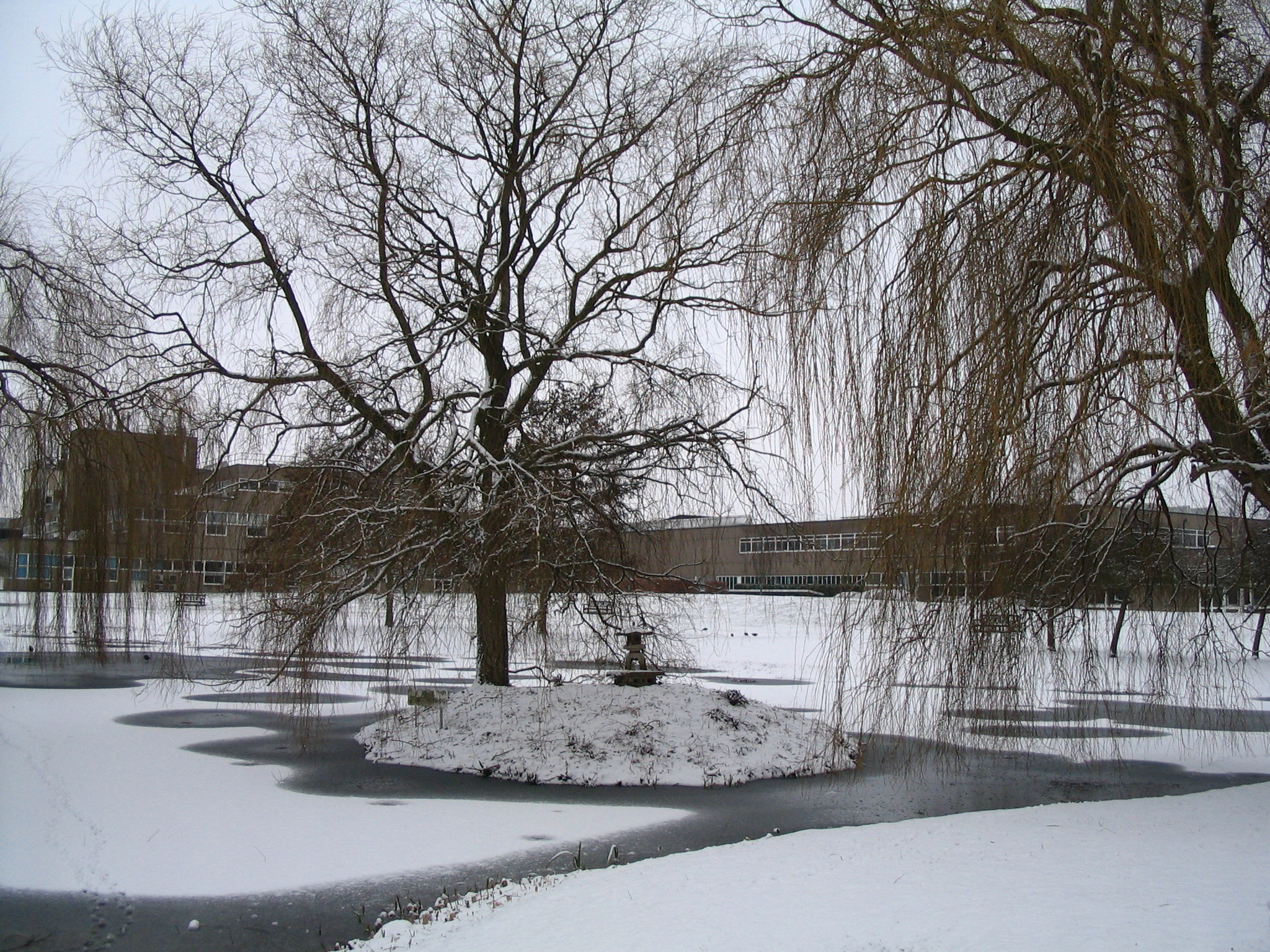
Вид на південну частину лабораторії з боку ставу

Каве́ндіська лаборато́рія (англ. Cavendish Laboratory) — фізичний факультет і частина школи фізичних наук Кембриджського університету. 
Лабораторія створена в 1874 році, як перша у світі навчально-наукова лабораторія, де студенти могли як вчитися, так і проводити дослідження разом зі співробітниками університету. Спочатку перебувала в самому центрі Кембриджа на вулиці Фреє-Скул. У 70-х роках XX століття був побудований новий комплекс будівель для лабораторії на західній околиці міста.
Сьогоднішній голова лабораторії — професор Пітер Літтлвуд. У лабораторії існує традиційне почесне звання Кавендіського професора, яке носить один із професорів лабораторії. У свій час Кавендіськими професорами були всесвітньо відомі британські фізики лорд Релей, сер Дж. Дж. Томсон,  лорд Резерфорд, сер Вільям Брегг,  сер Неввіл Мотт,  сер Браян Піппард,  сер Сем Едвардс. На кінець 2010-х Кавендіський професор — сер Річард Френд.
Поширена думка, що Кавендіська лабораторія названа на честь відомого британського фізика і хіміка  Генрі Кавендіша, 2-го  герцога Девонширу. Однак це не так. Лабораторія названа на честь свого засновника, Вільяма Кавендіша, 7-го герцога Девонширу. Під час створення лабораторії він був канцлером Кембридзького університету і пожертвував великому суму на відкриття цієї навчально-наукової лабораторії при університеті.
На 2009 рік 29 дослідників-співробітників лабораторії отримали  Нобелівські премії.

## Ядерна фізика
Під час Другої світової війни лабораторія проводила дослідження за проектами, пов'язаними з ядерною зброєю.
Один з методів виробництва плутонію і нептунію (бомбардуванням нейтронами ядер урану-238) був запропонований співробітниками лабораторії Ігоном Бретчером і Норманом Фізером в 1940 році і, незалежно, групою американських фізиків в Каліфорнійському університеті в Берклі.
В лабораторії було синтезовано понад двісті ізотопів (одна з найбільших кількостей серед лабораторій світу).

## Біологія
Дослідження, що проводяться у Кавендіській лабораторії, мали важливий вплив на біологію, в особливості при застосуванні рентгенівської кристалографії до вивчення структур молекул в біології. Френсіс Крік вже працював у раді медичних досліджень, яку очолював Макс Перуц і яка знаходилася у Кавендіській лабораторії.

## Нобелівські лауреати, що працювали у лабораторії
- лорд Релей (фізика, 1904)
- сер Дж. Дж. Томсон (фізика, 1906)
- лорд Резерфорд (хімія 1908)
- сер Вільям Брегг (фізика, 1915)
- Чарлз Гловер Баркла (фізика, 1917)
- Френсіс Вільям Астон (хімія, 1922)
- Чарльз Вільсон (фізика, 1927)
- Артур Комптон (фізика, 1927)
- Овен Річардсон (фізика, 1928)
- Джеймс Чедвік (фізика, 1935)
- Джордж Томсон (фізика, 1937)
- Едвард Віктор Епплтон (фізика, 1947)
- Патрік Блекетт (фізика, 1948)
- Джон Кокрофт (фізика, 1951)
- Ернест Волтон (фізика, 1951)
- Френсіс Крік (фізіологія і медицина, 1962)
- Джеймс Ватсон (фізіологія і медицина, 1962)
- Макс Перуц (хімія, 1962)
- Джон Кендрю (хімія, 1962)
- Дороті Ходжкін (хімія, 1964)
- Браян Джозефсон (фізика, 1973)
- Мартін Райл (фізика, 1974)
- Ентоні Г'юїш (фізика, 1974)
- Невілл Мотт (фізика, 1977)
- Філіп Андерсон (фізика, 1977)
- Капиця Петро Леонідович (фізика, 1978)
- Аллан Кормак (фізіологія і медицина, 1979)
- Аарон Клуг (хімія, 1982)
- Норман Рамзей (фізика, 1989)